# Hyaldore Kaval, Sira
Hyaldore Kaval là một làng thuộc tehsil Sira, huyện Tumkur, bang Karnataka, Ấn Độ.